# Allsvenskan i bandy 2019/2020
Allsvenskan i bandy 2019/2020 är Sveriges näst högsta division i bandy för herrar säsongen 2019/2020.

## Förändringar mot föregående säsong
Nykomlingar i serien är Falu BS och Tellus (nedflyttade från Elitserien) samt Skutskär och Unik (uppflyttade från division 1). Dessa lag ersätter Åby/Tjureda och AIK (som flyttats upp till Elitserien) samt Tranås och Västanfors (som flyttats ned till division 1).
Seriesystemet är oförändrat mot 2018/2019, det vill säga seriesegraren kvalificerar sig för Elitserien, lag 2-3 kvalificerar sig för kvalspel till Elitserien (mot lag 12-13 i Elitserien), lag 4-12 kvarstår i Allsvenskan, lag 13-14 kvalificerar sig för kvalspel till Allsvenskan och lag 15-16 degraderas till division 1.

## Klubbar
| Klubb                    | Hemort                   | Hemmaplan                   |
| ------------------------ | ------------------------ | --------------------------- |
| IF Boltic                | Karlstad                 | Tingvalla Isstadion         |
| Borlänge/Stora Tuna BK   | Borlänge                 | Tunets IP                   |
| Falu BS                  | Falun                    | Lugnets isstadion           |
| Gripen Trollhättan BK    | Trollhättan              | Slättbergshallen*           |
| Kalix BF                 | Kalix                    | Kalix IP                    |
| Katrineholm Värmbol BS   | Katrineholm              | Backavallen                 |
| IFK Kungälv              | Kungälv                  | Skarpe Nord                 |
| Lidköpings AIK           | Lidköping                | Sparbanken Lidköping Arena* |
| Ljusdals BK              | Ljusdal                  | Ljusdals IP                 |
| Nässjö IF                | Nässjö                   | Stinsen Arena               |
| IFK Rättvik              | Rättvik                  | Rättvik Arena*              |
| Skutskärs IF             | Skutskär (Älvkarleby kn) | Skutskärs IP                |
| IK Tellus                | Stockholm                | Zinkensdamms IP             |
| Tillberga Bandy Västerås | Tillberga (Västerås kn)  | ABB Arena*                  |
| Unik BK                  | Uppsala                  | Relitahallen*               |
| Örebro SK                | Örebro                   | Behrn Arena*                |

* – inomhus (bandyhall)